# École internationale américaine de Libreville
L'école Internationale Américaine de Libreville (en anglais : American International School of Libreville, sigle AISL) est un établissement scolaire situé dans le quartier Glass à Libreville au Gabon,.

## Description
L'école et a été fondée en 1975 à la demande de Andrew Lee Steigman l'ambassadeur des États-Unis au Gabon.

### Filière
L'école mixte privée, à but non lucratif, a été créée pour assurer une éducation américaine aux personnes de la communauté américaine de Libreville et à d'autres familles à la recherche d'une éducation en anglais.
Elle assure un enseignement de la pré-maternelle à la fin des études secondaires, 
L'année 2015-2016 l'école comptait 26 élèves.
L'école est accréditée par la Middle States Association of Colleges and Schools.
Les heures de cours sont à 7h30. à 14h36 Du lundi au vendredi. L'année scolaire compte 180 jours, comprenant 2 semestres et s'étendant approximativement de la troisième semaine d'août à la mi-janvier et de la mi-janvier à la première semaine de juin.

### Organisation
Les parents ou tuteurs des enfants inscrits à l'École et le personnel professionnel à temps plein sont membres de l'American Educational Association of Libreville.
L'École est dirigée par un Conseil d'administration de six membres de l'Association.
L'ambassadeur au Gabon des États-Unis nomme un septième membre du conseil d'administration. Aucune société ou entité ne peut détenir la majorité au sein du conseil.

### Programme
Le programme est basé sur les programmes standards du système scolaire public des États-Unis.
L'anglais est la langue d'enseignement et le français est enseigné quotidiennement comme langue étrangère à partir de la maternelle.
Le test de réussite de Stanford 9 est assuré chaque année et l'école sert de centre de test.

### Financement
Pour l'année scolaire 2000-2001, environ 90 % des revenus de l'École proviennent des frais de scolarité et d'inscription à l'école.
L'ambassade des États-Unis finance l'école.